# Saint-Agnan-de-Cernières

Saint-Agnan-de-Cernières este o comună în departamentul Eure, Franța. În 1 ianuarie 2022 avea o populație de 154 de locuitori.